# Marathon van Berlijn 1989
De marathon van Berlijn 1989 werd gelopen op zondag 1 oktober 1989. Het was de zestiende editie van deze marathon.
De Tanzaniaan Alfredo Shahanga kwam bij de mannen als eerste over de eindstreep in 2:10.11. De Finse Paivi Tikkanen was bij de vrouwen het snelst in 2:28.45.

## Uitslagen
Mannen
| rang   | naam                  | land | tijd    |
| ------ | --------------------- | ---- | ------- |
| Goud   | Alfredo Shahanga      | TAN  | 2:10.11 |
| Zilver | Dereje Nedi           | ETH  | 2:11.15 |
| Brons  | Spyridon Andriopoulos | GRE  | 2:12.59 |
| 4      | Nikolay Tabak         | URS  | 2:13.03 |
| 5      | Sergey Rozum          | URS  | 2:13.03 |
| 6      | Jan Huruk             | POL  | 2:13.12 |
| 7      | Karol Dolega          | POL  | 2:13.18 |
| 8      | Osmiro Dasilva        | BRA  | 2:13.39 |
| 9      | Igor Braslavskiy      | URS  | 2:13.58 |
| 10     | Daniel Böltz          | SUI  | 2:14.11 |
| 11     | Kazimierz Lasecki     | POL  | 2:16.09 |
| 12     | Dick Tesselaar        | NED  | 2:16.14 |
| 13     | Justin Gloden         | LUX  | 2:16.19 |
| 14     | Dariusz Kaczmarski    | POL  | 2:16.24 |
| 15     | Wieslaw Palczynski    | POL  | 2:16.31 |
| 16     | Wojciech Wieckowski   | POL  | 2:16.37 |
| 17     | Pawel Malkowski       | POL  | 2:16.39 |
| 18     | Hans Nilsson          | SWE  | 2:16.42 |
| 19     | Jan Ikov              | DEN  | 2:17.05 |
| 20     | Peter Gschwend        | SUI  | 2:17.14 |
| 21     | Hans Källberg         | SWE  | 2:17.22 |
| 22     | Ulrich Wolf           | GER  | 2:17.32 |
| 23     | Fraser Clyne          | SCO  | 2:17.45 |
| 24     | Knut Hegvold          | NOR  | 2:17.53 |
| 25     | Tadesse Yadete        | ETH  | 2:17.57 |

Vrouwen
| rang   | naam                 | land | tijd    |
| ------ | -------------------- | ---- | ------- |
| Goud   | Paivi Tikkanen       | FIN  | 2:28.45 |
| Zilver | Renata Kokowska      | POL  | 2:32.04 |
| Brons  | Kerstin Pressler     | GER  | 2:33.35 |
| 4      | Sissel Grottenberg   | NOR  | 2:33.55 |
| 5      | Rita Borralho        | POR  | 2:34.11 |
| 6      | Dimitra Papaspirou   | GRE  | 2:34.24 |
| 7      | Krystyna Chyliñska   | POL  | 2:35.52 |
| 8      | Angelika Dunke       | GER  | 2:36.13 |
| 9      | Agnes Sipka          | HUN  | 2:36.58 |
| 10     | Irina Sklyarenko     | URS  | 2:36.59 |
| 11     | Petra Liebertz       | GER  | 2:37.13 |
| 12     | Tatiana Fyodorova    | URS  | 2:37.40 |
| 13     | Bozena Dziubinska    | POL  | 2:38.26 |
| 14     | Gabriela Górzyńska   | POL  | 2:38.34 |
| 15     | Anna-Isabel Holtkamp | GER  | 2:38.39 |
| 16     | Czeslawa Mentlewicz  | POL  | 2:38.42 |
| 17     | Beate Waeber         | GER  | 2:38.55 |
| 18     | Heather MacDuff      | SCO  | 2:39.59 |
| 19     | Janina Saxer         | SUI  | 2:40.16 |
| 20     | Dorota Dankiewicz    | POL  | 2:41.09 |
| 21     | Gerrie Timmermans    | NED  | 2:41.14 |
| 22     | Mieke Pullen         | NED  | 2:41.46 |
| 23     | Tanja Kalinowski     | GER  | 2:43.50 |
| 24     | Ayla Tosun           | GER  | 2:44.46 |
| 25     | Tatyana Semyonova    | URS  | 2:47.57 |

1974 ·
1975 ·
1976 ·
1977 ·
1978 ·
1979 ·
1980 ·
1981 ·
1982 ·
1983 ·
1984 ·
1985 ·
1986 ·
1987 ·
1988 ·
1989 ·
1990 ·
1991 ·
1992 ·
1993 ·
1994 ·
1995 ·
1996 ·
1997 ·
1998 ·
1999 ·
2000 ·
2001 ·
2002 ·
2003 ·
2004 ·
2005 ·
2006 ·
2007 ·
2008 ·
2009 ·
2010 ·
2011 ·
2012 ·
2013 ·
2014 ·
2015 ·
2016 ·
2017 ·
2018